# ヴェルヌイユの戦い
ヴェルヌイユの戦い（ヴェルヌイユのたたかい、英: Battle of Verneuil(Vernuil), 仏: Bataille de Verneuil(Vernuil)）は、1424年8月17日にフランス北部ノルマンディー地方のヴェルヌイユ近辺で起こった、イングランド王国・ブルゴーニュ公国軍とフランス王国・スコットランド王国軍の戦いである。百年戦争の主要な戦闘の一つで、「第二のアジャンクール」と形容されるほどのイングランド軍の大勝に終わり、フランス・スコットランド連合軍は壊滅した。この戦いの結果、イングランド軍はノルマンディーを掌握し、一方敗れたスコットランド軍は百年戦争における組織的な軍事行動を終えた。

## 背景

### フランスの苦境
百年戦争のさなか、フランス軍が1415年にアジャンクールの戦いでイングランド軍に大敗すると、フランス北部のノルマンディー地方がイングランドの手に落ちた。王太子（ドーファン）シャルル（後のシャルル7世）に忠誠を誓うアルマニャック派と親英のブルゴーニュ派の内戦に収束の兆しは見えない中、シャルル6世が1422年に死亡すると、王太子は後を継いで新王シャルル7世を名乗ったが、正式な戴冠式は挙げられず、王太子を新王として受け入れたのはフランス南部においてだけであった。同年にイングランド王ヘンリー5世が病死したが、摂政のベッドフォード公ジョン・オブ・ランカスターが幼いヘンリー6世を後見して戦争を継続したため、兵力不足に悩むフランスは同盟国のスコットランド王国に助けを求めた。

### スコットランドの援軍
1419年、スコットランドから援軍6,000がバカン伯ジョン・ステュアートに率いられてフランスに上陸し、すぐに王太子のフランス軍の中核となった。1421年のボージェの戦いでスコットランド兵はめざましい活躍を見せ、イングランド軍は百年戦争で初めて大きな敗北を喫したが、クラヴァンの戦い（1423年）でフランス・スコットランド軍が大敗してバカン伯の兵の多くが討ち取られると、楽観ムードは吹き飛んだ。
1424年、バカン伯は有力貴族ダグラス伯アーチボルド・ダグラスと共に、2,500の装甲兵士と4,000の弓兵を率いてフランスに再上陸し、王太子シャルルの根拠地のブールジュに入城した。8月にスコットランド軍はアランソン公ジャン2世、ナルボンヌ子爵ギヨーム2世らが率いるフランス軍と、英軍に包囲されているル・マン近くのイヴリー城の救援に向かったが、到着前に城は陥落した。両軍は軍議を開き、主戦派のスコットランド軍と慎重派のフランス軍で意見が分かれた結果、妥協案として近くのヴェルヌイユ攻撃を決めた。スコットランド兵がイングランド兵の振りをして城門を開けさせるという奇策で町を占領すると、イングランド軍を指揮するベッドフォード公はヴェルヌイユ奪還に向かった。

## 戦闘

### 配置
フランス・スコットランド連合軍はヴェルヌイユの北にあるピズーの森と町の間に広がる平野に布陣した。森に通ずる街道の左側にナルボンヌ軍とフランス軍、最左翼にミラノ騎兵が、街道右側にはスコットランド軍、最右翼にはロンバルディア騎兵が配置された。スコットランド兵はバカン伯とダグラス伯が指揮し、総指揮はフランス貴族のアルクール伯がとったが、混成軍ゆえに足並みは乱れがちで、共同作戦は困難な状態だった。
ピズーの森から現れたイングランド軍は、全軍を2つに分けてそれぞれフランス・ナルボンヌ軍とスコットランド軍と対峙するように布陣した。中央に装甲兵士、両翼に弓兵を配置し、2,000の弓兵を予備兵力として後衛に回して輜重隊の馬車列を守らせた。ベッドフォード公が指揮する部隊はフランス軍に当たり、ソールズベリー伯トマス・モンタギューがスコットランド軍に当たった。

### 激戦
8月17日16時ごろ、ベッドフォード公は軍団に前進を命じた。イングランド兵は口々に「聖ジョージ！ ベッドフォード！」と叫びながらゆっくりと平野を横切った。これに対し、ミラノ騎兵がイングランド軍右翼の弓兵に襲いかかると、ベッドフォード公は弓兵に地面に杭を打ち込むように命じた。騎馬突撃を避けるには有効な手段だったが、夏の日差しに照らされた地面は固く、杭を打ち込むのは骨の折れる作業だった。隙を見てとったフランス兵はスコットランド兵を待たずに敵陣へ向けて突撃を始め、「モンジョワ、サン＝ドニ！」（中世フランス軍の鬨の声）と叫びながら、動揺したイングランド軍最右翼の弓兵の戦列に飛び込んだ。フランス軍はイングランド陣営最奥の輜重隊列に向けて突き進み、一方のイングランド装甲兵士も目の前のフランス歩兵と激しい戦闘を繰り広げた。ソールズベリー伯の軍はスコットランド兵の強襲を受け、輜重隊列を守る後衛兵も600のロンバルディア騎兵とフランス騎士から襲撃された。
英仏両軍の下馬騎士の正面衝突は血なまぐさい激戦となり、イングランド軍の総大将のベッドフォード公も戦斧を振るって戦った。一進一退の攻防が小一時間続いた後、ナルボンヌ軍が崩れてヴェルヌイユの町へ潰走を始めた。追撃されたフランス軍はヴェルヌイユの町の堀で多くが溺れ死に、アルクール伯も戦死した。ベッドフォード公は追撃中止を命ずると戦場へとってかえしてソールズベリー伯の軍と合流し、今や孤立無援となったスコットランド兵に襲いかかった。ロンバルディア騎兵を駆逐したイングランド軍後衛もこの時ちょうど到着し、スコットランド兵は包囲された。追いつめられたスコットランド兵は猛烈に抵抗したが、イングランド兵は口ぐちに「クラレンス！ クラレンス！」と、ボージェの戦いで戦死した王弟クラレンス公トマス・オブ・ランカスターの名を叫びながら包囲の輪を縮めた。イングランドとスコットランドの積年の怨念もあり、捕虜となる者はいなかった。スコットランド兵はみな戦った場で斃れた。

### 損害
ヴェルヌイユの戦いは百年戦争の中の戦闘でも最も血なまぐさいものとなり、「第二のアジャンクール」と呼ばれた。フランス・スコットランド連合軍の戦死者は7,262人に上り、その中には4,000人のスコットランド兵も含まれた。イングランド軍の損失は1,600人で、ベッドフォード公によると、わずかに装甲兵士2人と少数の弓兵がその中に含まれたという。スコットランド軍のバカン伯とダグラス伯が戦死した。3年前のボージェの戦いでクラレンス公を討ち取ったと言われるスコットランド騎士アレグザンダー・ブキャナンも戦死者の中に数えられた。フランス軍ではアランソン公、フランス元帥ジルベール・モティエ・ド・ラファイエットらが捕虜となった。